# Linden, Giessen
Linden är en stad i Landkreis Gießen i Regierungsbezirk Gießen i förbundslandet Hessen i Tyskland. Staden bildades 1 januari 1977 genom en sammanslagning av staden Großen-Linden och kommunen Leihgestern.